# Bakir Hadžiomerović
Bakir Hadžiomerović, bošnjački bosanskohercegovački novinar, nekadašnji voditelj političkog magazina 60 minuta i bivši urednik Federalne televizije (FTV).
Novinarsku karijeru započeo je 1995. na TV BiH. Potom je radio na OBN-u i sarajevskom časopisu Slobodna Bosna. Potom je vodio samostalni talk show. Kao novinar bio je blizak Zlatku Lagumdžiji i SDP-u BiH. Oštro je kritizirao Milorada Dodika, predsjednika SNSD-a, vlasti u Republici Srpskoj kao i Dragana Čovića i HDZ BiH.
Godine 2001. imenovan je urednikom na FTV-u, a potom je smijenjen 2012. Na općim izborima 2014. kandidiran je za bošnjačkog člana Predsjedništva BiH kao kandidat SDP-a BiH.